# Sigeberto IV de Austrasia
Sigeberto IV (c. 671 - c. 679), era hijo de Dagoberto II y de una duquesa sajona llamada Mathildis (o Mechthilde), y nieto de Sigeberto III de la dinastía merovingia.
Se cree que murió antes o después de su padre y otros miembros de la familia real, que fueron asesinados por orden de Ebroin, el mayordomo de palacio franco de Neustria.
En la biografía del siglo X de Argobasto, "Vita Sancti Argobasti", se menciona a Sigeberto, pero no se menciona que murió durante un accidente de caza y que Arbogasto, obispo de Estrasburgo y amigo cercano de Dagoberto II, resucitó milagrosamente de la muerte.

## Priorato de Sion
Según los Dossiers Secrets de Henri Lobineau y documentos relacionados, Sigeberto IV, sobre el asesinato de su padre Dagoberto II, fue rescatado por su hermana y contrabandeado al dominio de su madre, la princesa visigoda Gisela de Rasez en Rennes-le-Château. Se dice que llegó a Languedoc en 681 y, en algún momento, adoptó o heredó los títulos de su tío, duque de Rasez y conde de Rhedae. También se dice que adoptó el apellido, o apodo, de "Plant-Ard" (posteriormente Plantard) de la denominación francesa "rejeton ardent", de la vid merovingia. Bajo este nombre, y bajo los títulos adquiridos de su tío, se dice que ha perpetuado su linaje.
Los periodistas y académicos que han desacreditado el engaño del Priorato de Sion argumentan que Pierre Plantard creó los Dossiers Secrets d'Henri Lobineau y la biografía ficticia de Sigeberto IV para apoyar su afirmación de que era un descendiente de la extinta dinastía merovingia a través de esta figura.
En 1990, Plantard se revisó a sí mismo al afirmar que solo descendía de una rama cadete de la línea de Dagoberto II, y argumentó que el descendiente directo era realmente Otón de Habsburgo, quien, según Plantard, descendía de Sigeberto (hijo de Bera II de Rasez y nieto de Wamba), quien se casó con Magdala de Narbona, la nieta de Dagoberto II.
- Datos: Q848186